# Mariana Espósito
Mariana „Lali” Espósito (n. 10 octombrie 1991, Buenos Aires) este o actriță și cântăreață argentiniană. Este cunoscută pentru rolul personajului Marianella Rinaldi în Casi ángeles.